# Cephalosphaera pacaraima
Cephalosphaera pacaraima är en tvåvingeart som beskrevs av José Albertino Rafael och Rosa 1992. Cephalosphaera pacaraima ingår i släktet Cephalosphaera och familjen ögonflugor. Inga underarter finns listade i Catalogue of Life.